# Niña errante
Niña errante: cartas a Doris Dana es una selección de 250 cartas, de las más de 10.000 del intercambio epistolar entre Gabriela Mistral y Doris Dana. La selección incluye cartas desde 1948, año en que comenzó la relación amorosa entre ambas, hasta el fallecimiento de la premio Nobel de Literatura en 1957. El libro fue publicado en Chile en el año 2009 por la editorial Lumen. La selección de cartas, las notas y el prólogo fueron realizados por Pedro Pablo Zegers, jefe del Archivo del Escritor de la Biblioteca Nacional de Chile.